# Ipomoea consimilis
Ipomoea consimilis är en vindeväxtart som beskrevs av Schulze-menz. Ipomoea consimilis ingår i släktet praktvindor, och familjen vindeväxter. Inga underarter finns listade i Catalogue of Life.